# 愛知県道161号名古屋豊山稲沢線

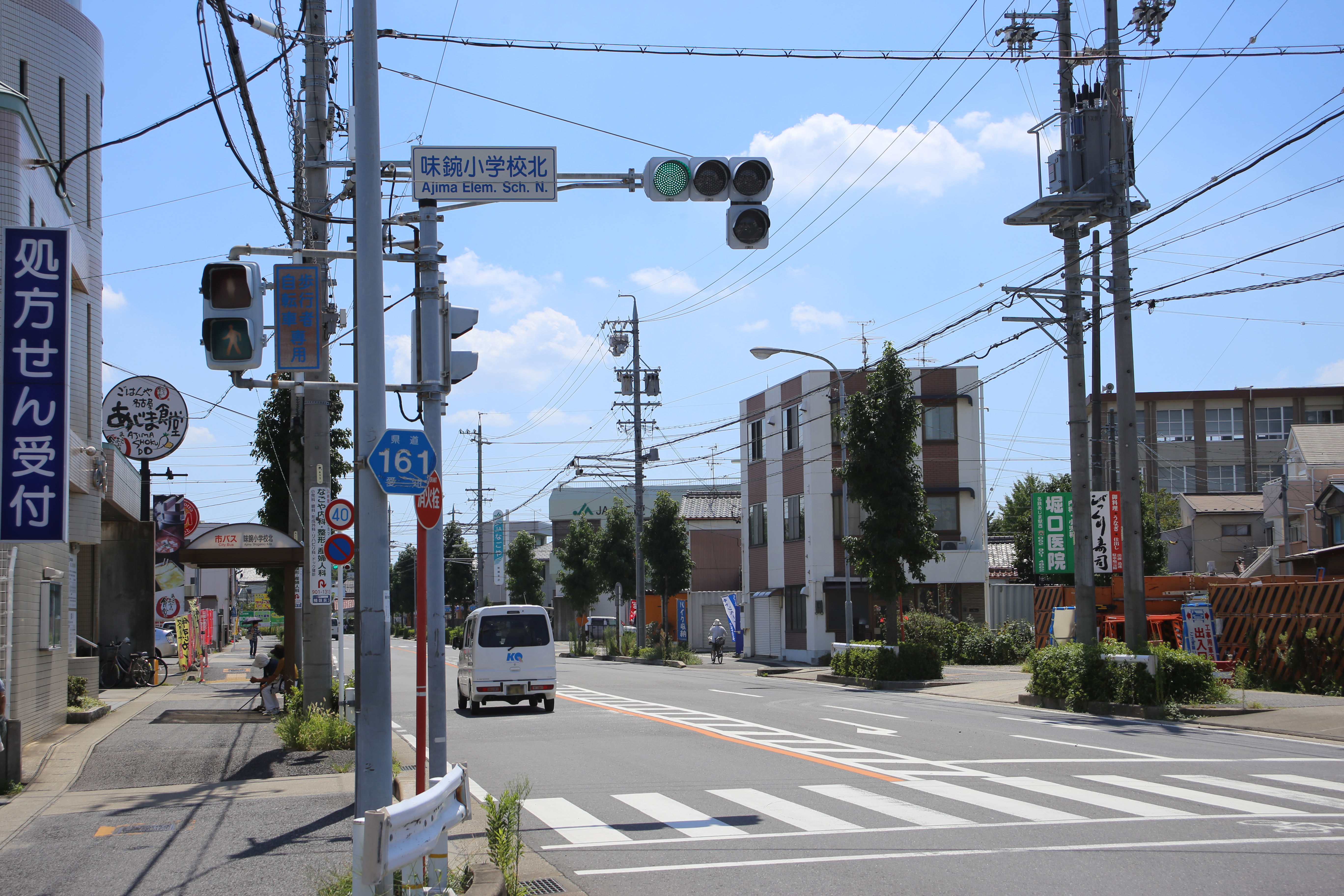
味鋺小学校北交差点（2016年8月）

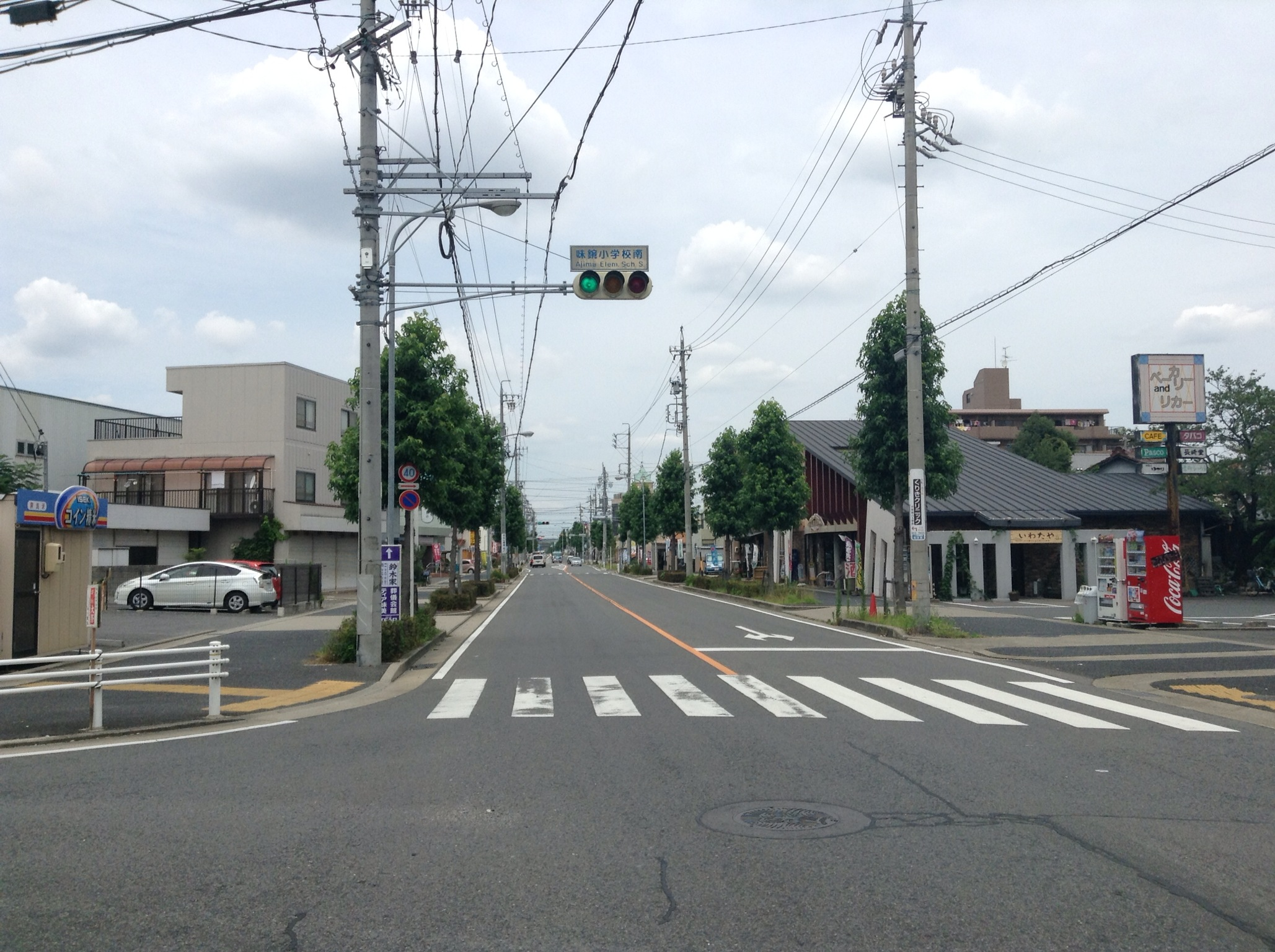
味鋺小学校南交差点
この交差点で画像右側（東）から前方（北）に道路が曲がっている

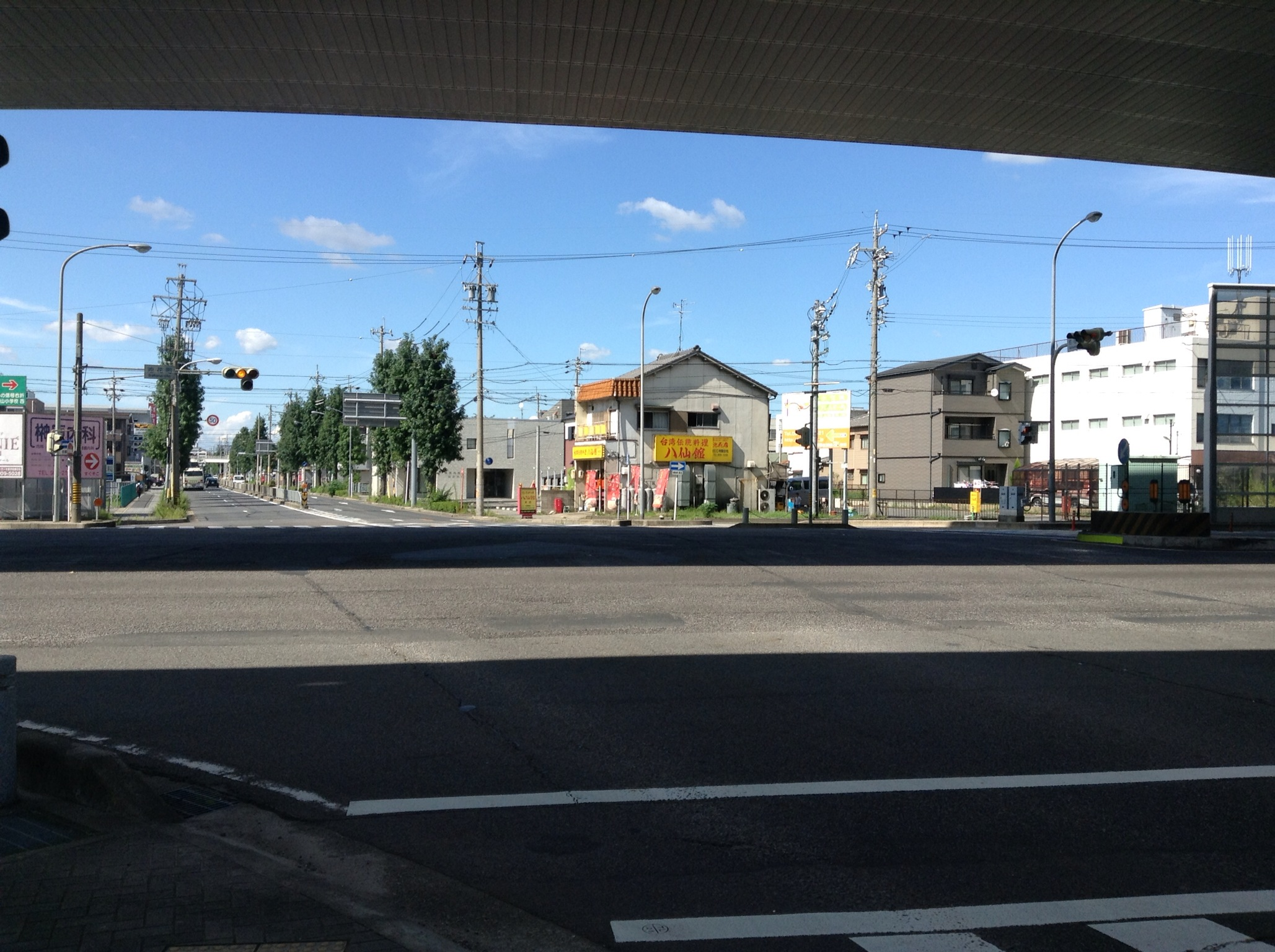
池花町交差点
左右に横断するのは国道302号

愛知県道161号名古屋豊山稲沢線（あいちけんどう161ごう なごやとよやまいなざわせん）は、愛知県名古屋市北区から同県西春日井郡豊山町を経由し、稲沢市に至る一般県道である。
途中の豊山町内から二股に分かれ（北緯35度14分52.6秒 東経136度54分55.8秒 / 北緯35.247944度 東経136.915500度）、北ルートは小牧市南西部を、南ルートは北名古屋市北東部を通り、北名古屋市徳重交差点にて合流し再び一本道となる。

## 概要

### 路線データ
- 起点：愛知県名古屋市北区楠味鋺北緯35度13分13.2秒 東経136度55分59.9秒 / 北緯35.220333度 東経136.933306度
- 終点：愛知県稲沢市下津町
- 路線延長：約12.8km（熊之庄経由）

## 沿革
- 1995年（平成7年）3月31日：認定

## 別名
- 豊山街道（名古屋市北区、西春日井郡豊山町）
- アートエリアロード（北名古屋市）
- 坂巻通り（北名古屋市）

## 地理

### 通過する自治体
- 愛知県名古屋市（北区）
- 西春日井郡豊山町
- 小牧市
- 北名古屋市
- 一宮市
- 稲沢市

### 交差する道路
- 愛知県道102号名古屋犬山線（木曽街道）（味鋺交差点）北緯35度13分13.2秒 東経136度55分59.9秒 / 北緯35.220333度 東経136.933306度
- 国道302号（名古屋環状2号線）（池花町交差点）北緯35度13分47.2秒 東経136度55分22.4秒 / 北緯35.229778度 東経136.922889度
- 愛知県道59号名古屋中環状線（如意交差点）北緯35度14分4.9秒 東経136度55分15.3秒 / 北緯35.234694度 東経136.920917度
- 愛知県道62号春日井稲沢線（伊勢山交差点）北緯35度14分41.1秒 東経136度55分1.1秒 / 北緯35.244750度 東経136.916972度
- 愛知県道448号名古屋空港中央線（豊山町役場東交差点[北緯35度15分1.3秒 東経136度54分46.5秒 / 北緯35.250361度 東経136.912917度]、名古屋空港交差点[北緯35度15分5.9秒 東経136度54分54.3秒 / 北緯35.251639度 東経136.915083度]）
- 国道41号（名濃バイパス）（青山下屋敷交差点[北緯35度15分18.8秒 東経136度54分27秒 / 北緯35.255222度 東経136.90750度]、青山交差点[北緯35度15分23.7秒 東経136度54分26.9秒 / 北緯35.256583度 東経136.907472度]）
- 愛知県道158号小口名古屋線（六多橋交差点[北緯35度15分19.2秒 東経136度53分42.2秒 / 北緯35.255333度 東経136.895056度]、十三塚橋西交差点[北緯35度16分3.7秒 東経136度53分35.9秒 / 北緯35.267694度 東経136.893306度]）
- 愛知県道451号名古屋外環状線（熊之庄交差点[北緯35度15分18.7秒 東経136度53分2.7秒 / 北緯35.255194度 東経136.884083度]、藤島交差点[北緯35度16分1.6秒 東経136度53分10秒 / 北緯35.267111度 東経136.88611度]）
- 愛知県道63号名古屋江南線（名草線）（徳重南交差点[北緯35度15分22.5秒 東経136度52分0秒 / 北緯35.256250度 東経136.86667度]・徳重交差点[北緯35度15分32.3秒 東経136度51分59.7秒 / 北緯35.258972度 東経136.866583度]付近間で重複）
- 愛知県道165号春日小牧線（多気交差点[北緯35度15分44.6秒 東経136度54分4.5秒 / 北緯35.262389度 東経136.901250度]・山の神交差点・鍛冶ヶ一色交差点[北緯35度15分40.6秒 東経136度51分26秒 / 北緯35.261278度 東経136.85722度]間で重複）
- 国道22号（名岐バイパス）（五日市場交差点）北緯35度15分25.3秒 東経136度50分33.3秒 / 北緯35.257028度 東経136.842583度
- 愛知県道153号浅井清須線（五日市場西交差点[北緯35度15分20.4秒 東経136度50分22.3秒 / 北緯35.255667度 東経136.839528度]・五六橋西詰間で重複）
- 愛知県道155号井之口江南線（下津新町東交差点）北緯35度15分15.7秒 東経136度49分41.5秒 / 北緯35.254361度 東経136.828194度

### 沿線
- 名古屋銀行味鋺支店北緯35度13分12.6秒 東経136度55分57.9秒 / 北緯35.220167度 東経136.932750度
- JAなごや味鋺支店北緯35度13分16.8秒 東経136度55分34秒 / 北緯35.221333度 東経136.92611度
- 新地蔵川（新生橋）北緯35度13分25.4秒 東経136度55分31.5秒 / 北緯35.223722度 東経136.925417度
- ピアゴ味鋺店北緯35度13分35.2秒 東経136度55分21.4秒 / 北緯35.226444度 東経136.922611度
- 北区役所楠支所北緯35度13分43.9秒 東経136度55分21.6秒 / 北緯35.228861度 東経136.922667度
- 名古屋市楠図書館北緯35度13分42.2秒 東経136度55分21秒 / 北緯35.228389度 東経136.92250度
- 名古屋市消防局北消防署楠出張所北緯35度13分43.8秒 東経136度55分22.8秒 / 北緯35.228833度 東経136.923000度
- 西友豊山店北緯35度14分23.9秒 東経136度55分11.5秒 / 北緯35.239972度 東経136.919861度
- 名古屋飛行場北緯35度15分13.7秒 東経136度55分11.5秒 / 北緯35.253806度 東経136.919861度
- 豊山町役場北緯35度15分1.5秒 東経136度54分42.9秒 / 北緯35.250417度 東経136.911917度
- 豊山町立新栄小学校北緯35度15分10.1秒 東経136度54分36.3秒 / 北緯35.252806度 東経136.910083度
- 名古屋芸術大学北緯35度15分22.2秒 東経136度52分51.2秒 / 北緯35.256167度 東経136.880889度
- いちい信用金庫師勝西支店北緯35度15分22.2秒 東経136度52分30.2秒 / 北緯35.256167度 東経136.875056度
- 名鉄犬山線 徳重・名古屋芸大駅北緯35度15分22秒 東経136度52分24.2秒 / 北緯35.25611度 東経136.873389度
- 五条川